# Ernst Tittel
Ernst Tittel   (Šternberk, 26 d'abril de 1910 - Viena, 28 de juliol de 1969) fou un compositor, organista i teòric de la música austríac.
Ernst Tittel va estudiar música i composició d'església a l'Acadèmia de música de Viena, així com musicologia a la Universitat de Viena, on el 1935 va fer el seu doctorat sobre una dissertació sobre "Simon Sechter com a compositor d'església" (inclòs el catàleg raonat). Com a organista ho va ser a Viena en l'Església de Sant Francesc va treballar, - també com a organista - 1934-1969 a l'hora clergat en Ràdio Wien.
El 1936 Tittel va ser nomenat professor de teoria de la música a l'Acadèmia de música de Viena, el 1961 va ser nomenat professor titular. El 1965 també va rebre un lloc docent de Musica sacra a la Facultat de Teologia Catòlica de la Universitat de Viena.
Les seves activitats docents van derivar en la revisió del Gradus ad Parnassum de Johann Joseph Fux, que es va publicar a Viena el 1959 amb el títol Der neue Gradus. Com a compositor, va crear principalment música sacra i obres corals. En destaca la seva obra Kleine Festmesse, op. 37, que encara avui es duu a terme a Àustria.
Ernst Tittel va ser guardonat amb la Creu d'Honor d'Àustria per a la Ciència i l'Art (1960) pel seu compromís amb Àustria (entre altres coses que es va esforçar per la millora social dels compositors de l'església, juntament amb Gerhard Frotz). El seu treball musical va ser reconegut aviat amb diversos premis, incloent-hi el patrocini del premi estatal austríac de música de 1952 pel seu treball secular "Polyhymnia".
El seu treball l'època en la música d'església, d'altra banda, es va coronar amb el màxim premi papal, que va ser l'únic músic de l'església a Àustria (!) Del segle XX a rebre, la Creu del Comandant de l'Orde de St. Gregori el Gran.
Com a historiador de la música, Ernst Tittel va escriure la història ben investigada de la música d'església austríaca, Austrian Church Music. Become-Grow-Work, Herder 1961, un treball estàndard que ha enriquit a moltes generacions de músics.
Les transmissions radiofòniques de la missa dominical de Wr. Església franciscana, Ernst Tittel era un conegut organista litúrgic molt més enllà de les fronteres del país.
Va ser enterrat al cementiri central de Viena (19-19-90).

## Premis
- Premi Estatal de Música[3] 1952
- Creu d'honor austríaca per la ciència i l'art 1960
- Creu del comandant de l'orde de St. Gregori el Gran 1961 (com a únic músic austríac de l'església del segle XX)

## Llibres de text (selecció)
- El nou grau. Viena 1952
- Música d'església austríaca. Convertir-se en treballar. Viena 1961